# Pitta (zoologia)
Pitta Vieillot, 1816 è un genere di uccelli passeriformi della famiglia dei Pittidi.

## Etimologia
Il nome del genere deriva dal telugu, dove la parola pitta viene utilizzata per indicare genericamente tutti gli uccelli di piccole dimensioni.

## Descrizione
Al genere vengono ascritte numerose specie di pitte di dimensioni medio-piccole, dall'aspetto paffuto e massiccio con ali e coda corte, forti zampe e testa e becco allungati.

La colorazione varia a seconda della specie, tuttavia in generale questi uccelli presentano zona dorsale verdastra o azzurra, testa nerastra con presenza di mascherina facciale e zona ventrale rossiccia o di colore arancio.

## Distribuzione e habitat
Il genere occupa un ampio areale che va dal subcontinente indiano all'Estremo Oriente e a sud fino all'Australia e alle Isole Salomone attraverso le Filippine e le isole indonesiane, con due specie diffuse anche in Africa orientale. L'habitat di questi uccelli è rappresentato dalle aree di foresta pluviale con folto sottobosco.
A questo genere appartengono tutte le specie di pitta che compiono migrazioni stagionali, sebbene esse restino in gran parte un mistero in quanto ancora poco studiate.

## Tassonomia
Al genere vengono attualmente ascritte quattordici specie:
- Pitta sordida  (Statius Müller, 1776) - pitta dal cappuccio
- Pitta maxima Müller S. & Schlegel, 1845 - pitta pettoavorio
- Pitta steerii  (Sharpe, 1876) - pitta pettoazzurro
- Pitta superba Rothschild & Hartert, 1914 - pitta superba
- Pitta angolensis Vieillot, 1816 - pitta africana
- Pitta reichenowi Madarász, 1901 - pitta pettoverde
- Pitta brachyura  (Linnaeus, 1766) - pitta indiana
- Pitta nympha Temminck & Schlegel, 1850 - pitta ninfa
- Pitta moluccensis  (Statius Müller, 1776) - pitta delle Molucche
- Pitta megarhyncha Schlegel, 1863 - pitta delle mangrovie
- Pitta elegans Temminck, 1836 - pitta elegante
- Pitta iris Gould, 1842 - pitta arcobaleno
- Pitta versicolor Swainson, 1825 - pitta versicolore
- Pitta anerythra Rothschild, 1901 - pitta faccianera

In passato, anche le specie dei generi Hydrornis e Erythropitta venivano ascritte a questo genere, rendendo la famiglia Pittidae monotipica in quanto composta unicamente da esso: nel 2006, studi del DNA hanno messo in evidenza la presenza di tre cladi ben distinte fra loro, identificabili come i tre generi attualmente riconosciuti.